# Nhamundá
Nhamundá là một đô thị thuộc bang Amazonas, Brasil. Đô thị này có diện tích 14105,62 km², dân số năm 2007 là 17504 người, mật độ 1,24 người/km².